# 獨裁者賽局
独裁者博弈（英語：the dictator game）是心理学与经济学中的一种实验范式。该博弈模型由丹尼尔·卡内曼（Daniel Kahneman）及其同事首先提出并研究，其形式接近于最後通牒賽局。实验的结果为反对经济行为中的理性利己者（有时也被称为经济人）的概念提供了证据。但是，由这一证据得出的结论还尚有争议。
由于独裁者的收益只与其自身行为有关，因此独裁者博弈并非一般来说的游戏或者博弈。正如博弈论（game theory）这一术语本身一般，其所指博弈不一定是指真正的若干方在进行博弈，虽然在决策理论（decision theory）中这确实是个问题。在正常的博弈中，玩家的收益取决于至少另一玩家乃至更多玩家的行为。但是独裁者博弈之所以叫做博弈，只是因为这是其作为这一博弈作为一个集合元素在博弈论中的一种“退化”，亦即处于简化集合的考虑改变元素的归类，为了使得博弈论的归类简单，而改变这一博弈的归类。

## 简要描述
在独裁者博弈中，1号玩家，也就是“独裁者”，决定了如何分配给自己与给2号玩家，即受奖者的奖赏（例如现金奖励等）。“独裁者”拥有完全的决策权力，其个人意志决定了经济上的奖赏，而奖赏的接受者，除非是“独裁者”本人，则对收益结果没有任何影响力。 

## 应用情形
由丹尼尔·卡内曼（Daniel Kahneman）提出的初始版本其实包含第三方惩罚，后来的人简化最後通牒賽局，取消了第三方惩罚机制，形成了我们如今所知道的独裁者博弈的形式。基于经济人假设原则，我们总可以想象任何人都想要增加自己的收益，故此不会把奖励分发给他人，但是实验显示，人们比经济人更加仁慈，因此极少有多数人都独吞奖励的情形。 

## 实验验证
在1998年，一群爱荷华大学的实验者召集了一批经济学、会计学、商学学生来进行了一次对照实验，以评估经济人行为模型。实验的结果与经济人模型相矛盾，表明在决定给受奖者多少效用时，作“独裁者”的玩家仍然会将公平性和潜在的有害结果考虑在内。之后，一项神经经济学研究进一步地挑战了经济人模型：这项研究表明，人之间不同的任职差别影响了决策的过程以及我们对公平的理解。
实验结果显示，成年人常常把一部分钱分配给受奖者，自己拿比原先独占方案更少的钱。 这些实验结果并不显得突兀，举例而言在另一项跨文化的研究中，研究人员发现“独裁者”确实不会让受奖者收不到钱。 在一个修改版的独裁者博弈中，孩子们也倾向于将一些资源分配给他人，并且多数的五岁孩童把一半以上分配给了他人。
2017年，进一步的研究检验了不同性别人群间在独裁者博弈的变体——“拿取游戏（Taking Game）”中的决策差异。在这一游戏中，“独裁者”决定事先决定的奖励中有多少效用可以被受奖者拿取，与标准的“给予游戏（Giving Game）”模型（即独裁者决定多少效用要被给予的模型）形成对照。这项研究发现性别组之间的行为存在差异，这些差异引起特定性别才有的认知偏差，从而影响了我们对权利正当性（feelings of entitlement）以及对财产权（property rights）的感受。2016年，另一项研究评估了感官受吸引程度对决策行为以及在标准独裁者博弈下的利他主义的影响，以测试利他主义可能作为一种求偶或寻求爱的表现的理论是否正确。研究结果表明，感官吸引力与利他主义并无显著联系。
如果这些实验大致反映了实验环境外人们的偏好，其效用函数大致可展示如下三种之一：
1. 独裁者的效用函数只包含他们收到的金额，而独裁者并不能将之最大化；
2. 独裁者的效用函数可能包含遭受非实体危害，例如自我形象或是对社会成员的负面观感；
3. 独裁者的效用函数包含他们收到的好处之外，还包含别人受到的好处。

还有的实验显示，无论奖励的方式是以金钱或是名誉或是其它，实验对象在多种版本的独裁者博弈的选择中展现出高度的一致性。 这表明，独裁者博弈中的行为是极其符合前述第三种模型，即独裁者的效用函数还包括别人受到的好处的模型，因此这也说明，在分发奖励给别人时，其收到的效用在增长。后者则间接说明了，独裁者在最大化其效用函数，只不过这个效用函数中，他的效用还包括了别人的效用。这也是优先考虑他人（"other-regarding" preferences）的核心。
不少实验表明，在独裁者知道受奖者需要帮助时，其捐赠也会增大。
其它的实验还有显示了政治参与、社会融合与独裁者游戏的施予量之间的关系，结果表明，实验者给出的施予量可能是评估对他人福祉的关心程度的有效的外在显示。
有文献显示，实验室中的实验对象和实验室外的常人在考虑利他主义时，并无二致。
两项最近的研究表明这个博弈中的行为是可遗传的。

## 质疑与挑战
用独裁者博弈的不同实验结果以支持或者反对经济学中的理性概念，并非是一种被广泛接受的想法。
实验的结果既有支持传统经济学假设的，也有值得注意的意外情形用以改进人类行为的整体主义的（holistic）经济学模型。
一些作者建议独裁者博弈中的施予并不必然是因为人们想要去最大化他人的利益，人们的决策并不一定是利他主义的；相反，人们做出这一决策的原因是因为“贪婪的”被认为会产生负效用，故而人们意图避免这一负效用。
一些实验已经被实施，以检验这种造成这些结果的假说。

## 衍生的其它博弈

### 信任游戏
信任游戏（trust game）与独裁者博弈相似，只不过多增加了第一步。
在信任游戏中，一名参与者首先决定要给第二名参与者多大的奖励，第一名参与者同时也被告知：无论他送多少奖励，实验方都会将之扩至三倍，然后第二名参与者随之扮演独裁者，决定扩增后的奖赏应当如何分配给两人。这样一来，实验参与者需要谨慎思考初始的奖励大小，以与独裁者建立互信，以期收获等量乃至更多的奖励。这项实验很少得到没有互信这一子对策纳什均衡。两项在2008年发表的对在瑞典和美国的同卵双胞胎与异卵双胞胎的研究表明，该游戏的行为选择是可遗传的。

### 拿取游戏
另一变体被称为“拿取游戏（taking Game）”（细节参见本条目“#实验验证"章节），出现于2003年的一项社会科学实验。实验中，独裁者需要决定预先决定好的奖励中多少效用可以被受奖者拿走。这一变体游戏不是用来评估参与者有多公平，也不是像标准独裁者博弈模型（在实验中，也被称为“给予游戏”）一样评估参与者有多么利他，而是被用来评估参与者有多贪婪。

## 延伸阅读
- Haley, K.; D. Fessler. . Evolution and Human Behaviour. 2005, 26 (3): 245–256. doi:10.1016/j.evolhumbehav.2005.01.002. Concludes that people tend to be more generous if there is a picture of a pair of eyes watching them.
- Engel, C. . Experimental Economics. 2011, 14 (4): 583–610. doi:10.1007/s10683-011-9283-7.
- For a recent review of the dictator game in experiments see Angela A. Stanton: Evolving Economics: Synthesis （页面存档备份，存于）